# Дидрик Тьонсет
Дидрик Тьонсет (на норвежки: Didrik Tønseth; род. 10 май 1991) е норвежки ски бегач, олимпийски шампион в щафетата 4×10 км от Пьонгчанг 2018, световен шампион от 2015 година, победител в етап от световната купа.

## Кариера
През 2015 година във Фалун Тьонсет става световен шампион в щафетата 4×10 км, а в скиатлона 15+15 км заема 4-то място.
Дебютира в Световната купа на 22 януари 2012 година. На 20 януари 2013-а побеждава в щафетата в етапа в Клюзаз. На 13 декември 2014 година побеждава на 15 км класически стил в Давос. На 18 декември 2016 година отново побеждава в отборната щафета в Клюзаз. В крайното класиране за Световната купа най-доброто му класиране е 9-о място през сезон 2015/16.

## Успехи
Олимпийски игри:
- Шампион (1): 2018

Световно първенство:
- Шампион (2): 2015, 2017

### Олимпийски игри
| Олимпиада      | Спринт | Отборно спринт | 10 км разделен старт | 7,5+7,5 км 30 км | 30 км масов-старт | Щафета 4 × 10 км |
| -------------- | ------ | -------------- | -------------------- | ---------------- | ----------------- | ---------------- |
| 2018 Пьонгчанг | –      | –              | –                    | –                | –                 | 1                |